# Justin Fashanu
Justinus Soni "Justin" Fashanu (19 tháng 2 năm 1961 - 2 tháng 5 năm 1998) là một cố cầu thủ bóng đá người Anh. Trong 19 năm chơi bóng từ 1978 tới 1997, ông đã trải qua 18 câu lạc bộ khác nhau. Ông là cầu thủ da đen Anh đầu tiên có giá 1 triệu bảng, khi chuyển đến Nottingham Forest vào năm 1981.
Sự nghiệp của Fashanu gặp nhiều trắc trở kể từ 1990, khi ông là cầu thủ chuyên nghiệp đầu tiên thú nhận mình là dân đồng tính nam.
Sau khi chuyển tới Mỹ, năm 1998, Fashanu bị cảnh sát thẩm vấn khi một đứa trẻ 17 tuổi cáo buộc ông đã xâm hại tình dục nó. Vụ điều tra sau đó bị ngưng lại vì không có chứng cứ rõ ràng, nhưng Fashanu đã treo cổ tự tử vào tháng 5 năm 1998.